# PZL W-3 Sokół
PZL W-3 Sokół — польський багатоцільовий вертоліт, розроблений компанією PZL-Świdnik у кінці 1970-х років.

## Історія створення і виробництва
Робота над проектом була розпочата в 1973 році, базою послужив Мі-2, що випускався по ліцензії.
«Сокіл» здійснив свій перший політ 16 листопада 1979 року.
У 1985 році було розгорнуто серійне виробництво в Польщі.
Замовникам поставлено близько 150 машин. Більше 80 — в Польщі, решта — в Чехії, М'янмі, Німеччини, Нігерії, Португалії, Іспанії, ОАЕ, Південній Кореї, РФ і Філіппінах.
Вертоліт сертифікований у Польщі, Росії, США та Німеччині.

## Конструкція
PZL W-3 Sokół — машина одноґвинтової схеми з чотирилопатевим несучим і трилопатевим кермовим ґвинтами, двохдвигунною силовою установкою і трьохстоєчним колісним шасі. Шасі не прибирається в польоті.

## Модифікації

### Цивільні
- W-3 Sokół — базова модифікація
- W-3A Sokół — модифікація має сертифікат FAR-29
- W-3AS Sokół
- W-3A2 Sokół
- W-3AM Sokół

### Військові

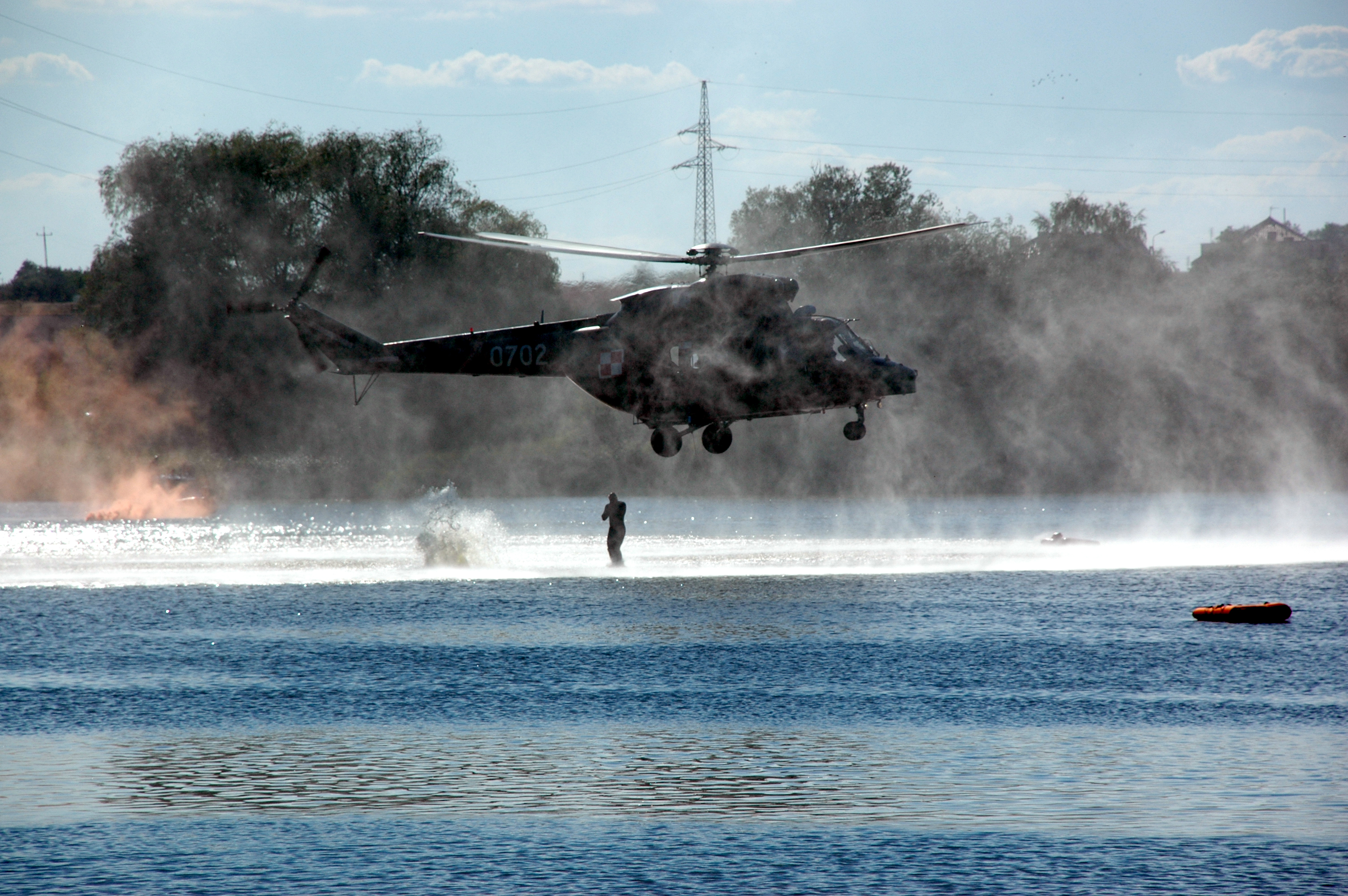
Польські десантники, що спускаються з W-3T

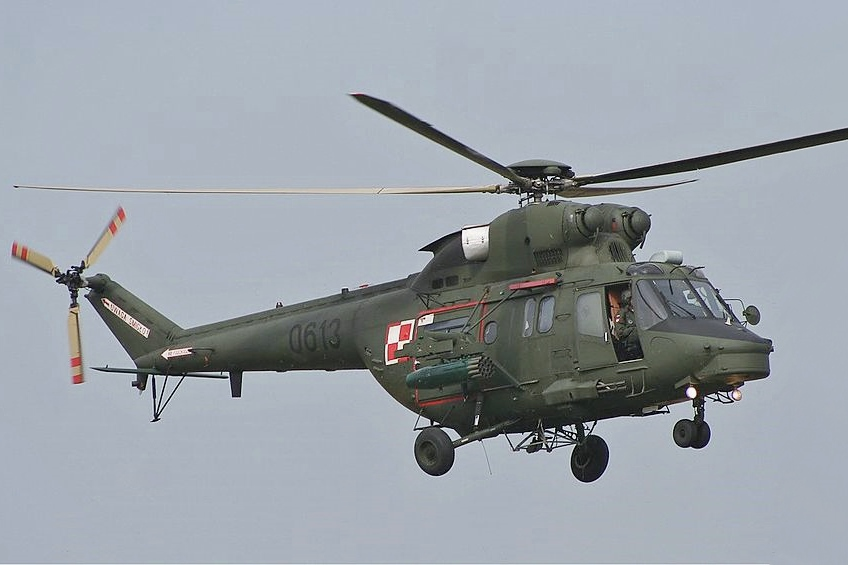
PZL W-3WA в польоті

- W-3T Sokół — транспортний
- W-3P Sokół — транспортний для ВМС
- W-3S Sokół — транспортний для VIP-персон
- W-3W / W-3WA Sokół — ударний з 23-мм двоствольною гарматою і 4 точками підвіски
- W-3R Sokół — санітарний
- W-3RL Sokół — пошуково-рятувальний
- W-3RM Anakonda — морський пошуково-рятувальний
- W-3PSOT / W-3PPD Gipsówka — літаючий командний пункт
- W-3RR Procjon — радіоелектронної розвідки
- W-3PL Głuszec — сухопутний багатоцільовий. Вперше представлений на виставці International Defense Fair в місті Кельце у 2007 році. Оснащується рухомим крупнокаліберним кулеметом WKM-B або WLKM[3] під патрон 12,7×99 мм з нашльомним наведенням. Вертоліт отримав інтегральну цифрову БІУС, яка дозволяє контролювати всі параметри машини на декількох дисплеях, замість десятків аналогових приладів. Встановлена електронно-оптична пошуково-прицільна система ізраїльської компанії Rafael (складається з потужної телекамери, тепловізора та лазерного далекоміра). Захист від ПЗРК з інфрачервоної ГСН забезпечується українською СОЕП «Адрос». Робочі місця пілотів і кабіна десанту отримали композитне бронювання, що збільшують їх безпеку при обстрілі з землі та при жорсткій посадці. Встановлено новий ротор несучого гвинта[4][неавторитетне джерело].
- МСБ-6 «Атаман» — український проект багатоцільового вертольота, що розробляється «Мотор Січ»[5].

## Тактико-технічні характеристики
Джерело: Characteristics,
Основні характеристики
- Екіпаж: 2 пілота
- Пасажиромісткість: 12
- Вантажопідйомність: 2550 кг
- Довжина: 18,79 м
- Висота: 4,20 м
- Діаметр несучого гвинта: 15,70 м
- Діаметр кермового гвинта: 3,03 м

- Маса порожнього: 3850 кг
- Максимальна злітна маса: 6400 кг
- Силова установка: 2 × ТВД PZL 10W
- Потужність: 2 × 662 кВт (злітний режим); 2 × 574 кВт (крейсерський режим)

Льотні характеристики
- Крейсерська швидкість: 235 км/год
- Практична дальність: 745 км (на основних баках об'ємом 1720 л)
- Перегінна дальність: 1180 км (з ПТБ об'ємом 730 л)
- Тривалість польоту: 4 години 12 хм
- Швидкопідйомність: 8,5 м/с

Озброєння
- Стрілецько-гарматне: гарматна установка з двоствольною гарматою ГШ-23Л калібру 23-мм
- Точки підвіски: 4
- Бойове навантаження: *Варіанти озброєння (в залежності від задачі):
  - Протитанкові ракети:
  - Некеровані ракети:
  - Підвісні гармати:

## На озброєнні

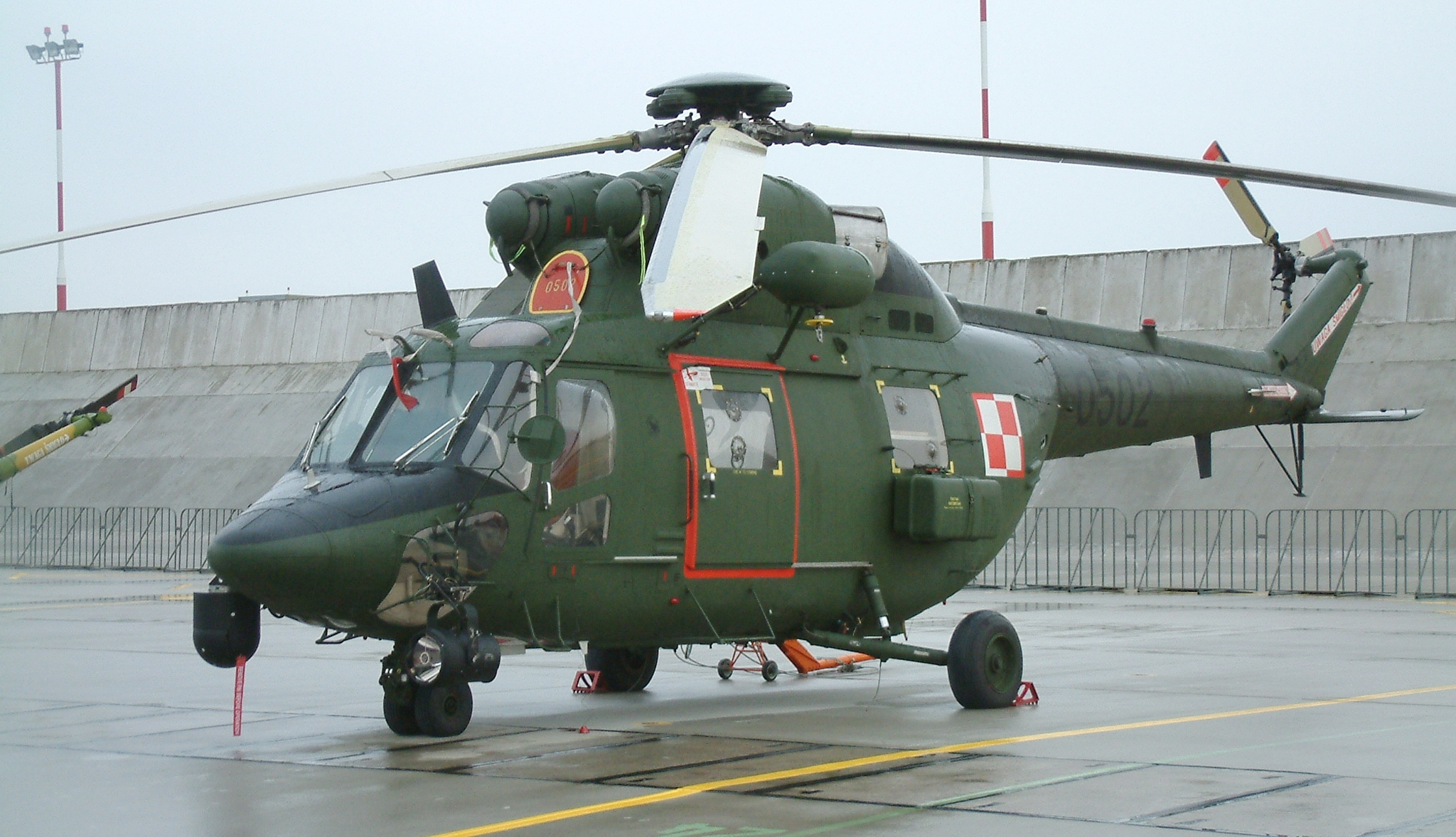
W-3RL Sokół

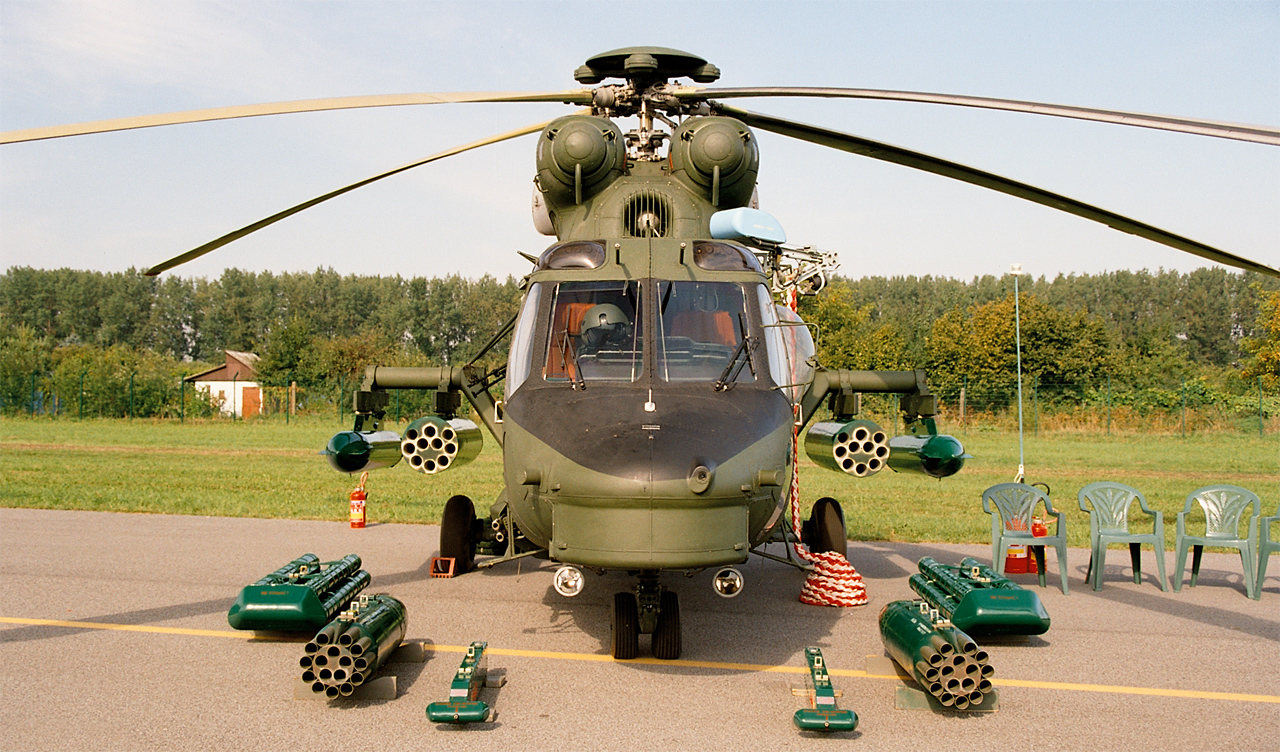
W-3WA Sokół на авіавиставці Radom Air Show, 2005 рік.

- Польща: в січні 2012 року Міністерство оборони Польщі уклало з компанією PZL Świdnik контракт на поставку 5 нових W-3WA Sokół і модернізацію W-3 до версії W-3PL Głuszec. Сума угоди склала 380 млн злотих (90 млн євро). Модернізація W-3 ведеться в рамках угоди, підписаної між міноборони Польщі і PZL Świdnik у 2006 році. Цей документ передбачає поступову модернізацію 32 вертольотів[7].
  - ВПС — 11 W-3 Sokół і 10 PZL W-3WA, станом на 2016 рік[8]
  - Армія — 24 W-3W/WA, 4 PZL W-3PL і 2 PZL W-3AE, станом на 2016 рік[9]
  - ВМС — 6 PZL W-3RM, станом на 2016 рік
- Ірак: ВПС — 2 W-3 Sokół, станом на 2012 рік[10]
- Чехія: ВПС — 10 W-3А Sokół, станом на 2016 рік[11]
- М'янма: ВПС — 10 W-3 Sokół, станом на 2016 рік[12]
- Філіппіни: у травні 2011 року замовлено 8 W-3A Sokół на загальну суму $64,5 млн.